# حمام (تشاراويماق)
حمام (بالفارسية: حمام) هي منطقة سكنية تقع في Charuymaq-e Jonubesharqi Rural District في إيران. يقدر عدد سكانها بـ 41 نسمة .